# Річард Гаклюйт
Річард Гаклюйт, або Хаклут (англ. Richard Hakluyt; 1552 або 1553, Герефорд — 23 листопада 1616,  Лондон) — один з найплідніших авторів єлизаветинської епохи, ідеолог англійської колонізації Північної Америки, невтомний збирач географічних відомостей, що підсумував внесок англійців у Добу великих географічних відкриттіів своєю об'ємистою збіркою «Книга подорожей» (1589, розширене видання — 1598—1600).

## Ранні роки

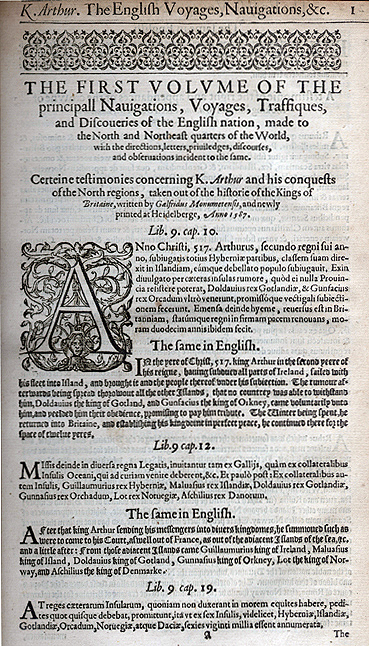
Титульна сторінка переробленої «Книги подорожей» (1598)

Гаклюйт в п'ятирічному віці залишився сиротою. Його виховання було покладено на двоюрідного брата, лондонського адвоката Річарда Гаклюйта, який, будучи не з чуток знайомий з заморською торгівлею, за спогадами письменника, познайомив його з «деякими книгами з космографії, з додатком карти світу». З 1570 по 1577 рр. Гаклюйт навчався в Оксфорді (коледж Крайст-Черч), після чого прийняв духовний сан.
Незважаючи на вибір церковної кар'єри, головною пристрастю Гаклюйта з юних років залишалося, як він сам зізнавався, збирання новітніх карт і глобусів. Їх він виписував у провідних картографів (в першу чергу, Ортелія та Меркатора) і демонстрував оксфордським студентам; з його лекцій в університеті веде відлік своєї історії оксфордська кафедра географії.
Спілкування з купцями і мореплавцями привело Гаклюйта до думки (вперше висловленої в 1582 р. в передмові до англійського перекладу опису плавання Картьє в Канаду) про бажаність англійської колонізації Північної Америки, і в насамперед її помірного пояса, права на який англійській короні дало плавання Кабота. Подібно Гілберту та Фробішеру, він поділяв думку про існування в тих краях північно-західного проходу в казково багаті країни Азії.

## Місія в Парижі
Гаклюйт як духівник Френсіса Волсінгема та Роберта Сесіля намагався просувати проекти створення плантацій в Новому світі в пику іспанцям, які вважали своїми всі землі на захід від Тордесільяської лінії . Цим проектам сприяло загострення англо-іспанських відносин навколо нападів Дрейка на іспанські порти. У 1583 р. Уолсінгем приставив Гаклюйта капеланом до англійського посольства в Парижі, де він старанно збирав відомості про французьких торговців хутром у Канаді і служив зв'язковим між англійським урядом і мореплавцями, що втікали з Португалії після поразки Антоніо з Крат.
Дізнавшись про намір Волтера Релі спорядити експедицію для заселення Вірджинії (Роанок), Гаклюйт представив королеві секретний «Трактат про західні плантації» (1584). Ця праця (вперше набула розголосу тільки в 1877 році) принесла Гаклюйту вигідну синекуру при Бристольському соборі; згодом він був переведений в Вестмінстерське абатство. Перед від'їздом з Парижа він встиг опублікувати огляд експедицій іспанських конкістадорів.

## Підготовка колонізації Америки

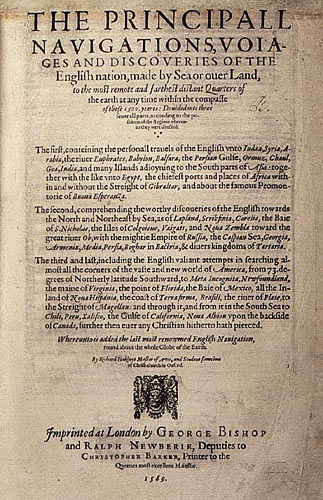
Титульна сторінка першого видання книги Гаклюйта The Principall Navigations, Voiages, and Discoveries of the English Nation (1589)

Не пізніше 1590 р. Гаклюйт одружився з родичкою Томаса Кавендіша, після чого на якийсь час відійшов від видавничої діяльності. Ймовірно, в 1590-і роки він займався підготовкою грандіозної «Книги подорожей» — збірника, до якого увійшли повідомлення англійців про подорожі на захід і схід, в Америку і Московію.  Британська енциклопедія визначає «Книгу подорожей» як «національний епос в прозі». 
Вихід з друку оновленої «Книги подорожей» збігся з утворенням Британської Ост-Індської компанії. Вчені консультації Гаклюйта стали запорукою комерційного успіху цього підприємства. Він також активно лобіював звернення до Якова I на підтримку видачі патенту на колонізацію Вірджинії і навіть сам збирався їхати з першими поселенцями. Багато в чому завдяки його зусиллям дозвіл на колонізацію в 1606 році отримали Плімутська та вірджинська компанії.
У 1609 р. Гаклюйт переклав англійською опис експедиції Ернандо де Сото, а в 1612 р. стояв біля витоків Компанії Північно-західного проходу (Northwest Passage Company).

## Спадщина
За три роки до смерті Гаклюйта з друку вийшов перший том історико-географічного збірника іншого клірика, Семюела Перчаса, який згодом опублікував невидані рукописи свого попередника з додатком власних досліджень під заголовком «Посмертний Гаклюйт». Ця робота навіяла Кольріджу один з найзнаменитіших віршів англійською мовою «Kubla Khan» (1797). У 1846 році в Лондоні було створено Гаклюйтівське товариство, яке ставить своїм завданням публікацію географічних текстів у традиції Гаклюйта і Перчеса.

## Джерело
- Річард Гаклюйт в Британській енциклопедії